# دایانا نایاد
دایانا نایاد (انگلیسی: Diana Nyad؛ زادهٔ ۲۲ اوت ۱۹۴۹) مؤلف، روزنامه‌نگار، سخنران انگیزشی و شناگر مسافت‌های طولانی آمریکایی است. نایاد در سال ۱۹۷۵ با شنا در اطراف منهتن (۲۸ مایل یا ۴۵ کیلومتر) و در سال ۱۹۷۹ که از شمال بیمینی، باهاما، تا ساحل جونو بیچ، فلوریدا (۱۰۲ مایل یا ۱۶۴ کیلومتر) شنا کرد، توجه ملی را به خود جلب کرد.
در سال ۲۰۱۳، در پنجمین تلاش خود و در ۶۴ سالگی، او نخستین کسی بود که ادعا می‌کرد بدون کمک قفس محافظ کوسه از کوبا به فلوریدا شنا کرده‌است (از هاوانا تا کی وست، فلوریدا؛ ۱۱۰ مایل یا ۱۷۷ کیلومتر). عبور او از کوبا به فلوریدا به دلیل اسناد ناقص، گزارش‌های متضاد خدمه و قوانین سازمانی که در زمان این شنا وجود نداشت، مورد قبول قرار نگرفت و تأیید نشد. رکوردهای جهانی گینس نیز دستاورد نایاد را فسخ کرد. همچنین فیلم نایاد (۲۰۱۳) بر اساس این شنا ساخته شده‌است.
نایاد گفته‌است که یکی از عوامل عزم خود در هنگام شنا، عصبانیت او و تمایل او برای غلبه بر سوء استفاده جنسی بود که در کودکی تجربه کرد. نایاد علناً دربارهٔ این موضوع صحبت کرده‌است. او به صراحت این بخش دردناک زندگی خود و تلاش خود برای غلبه بر درد را در مقاله‌ای در نیویورک تایمز توصیف کرد. نایاد آشکارا لزبین و خداناباور است.